# Iglesias de la Comunidad Metropolitana
Iglesias de la Comunidad Metropolitana, habitualmente referida en singular como Iglesia de la Comunidad Metropolitana, por su sigla ICM y conocida asimismo como la Fraternidad Universal de Iglesias de la Comunidad Metropolitana, es un colectivo internacional de iglesias y comunidades de fe cristiana protestante que se caracteriza por poner el acento en la noción de «diversidad», estar integrada por gran cantidad de personas LGBTQ+ y queer y enfocar su prédica para acoger las necesidades espirituales de la comunidad LGBTQ+ y queer, y otras comunidades marginadas como las comunidades negras. Su nombre original, en inglés, es Metropolitan Community Churches (MCC).
Fundada por el pastor gay Troy Perry en 1968 -un año antes de los Disturbios de Stonewall que inició el movimiento LGBT-  en Estados Unidos, donde tiene su sede central, está presente además en más de treinta países en todos los continentes, entre ellos Alemania, Argentina, Australia, Brasil, Canadá, Colombia, Costa Rica, Cuba, Filipinas, Finlandia, Italia, Kenia, México, Puerto Rico, Reino Unido, Sudáfrica, Uganda y Uruguay. Cada iglesia goza de una amplia autonomía y hacia 2022 se contaban más de doscientas en todo el mundo.
ICM tiene estatus de observador oficial en el Consejo Mundial de Iglesias, principal organización ecuménica cristiana internacional.

## Historia

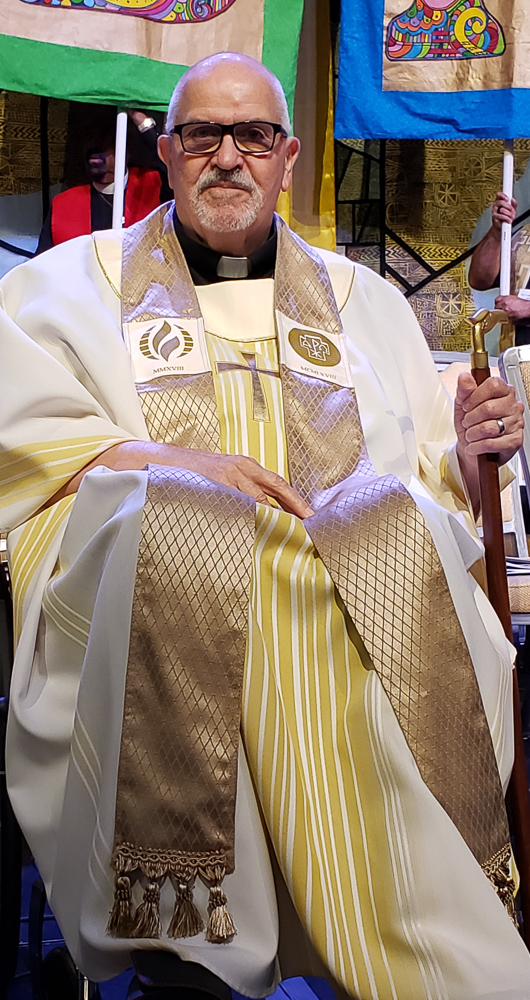
El reverendo Troy Perry, fundador y moderador de la ICM desde 1968 hasta 2005.

ICM fue fundada en California por in Troy Perry el 6 de octubre de 1968. Perry era un expastor pentecostal homosexual, que había sido expulsado de la Iglesia y había tenido que divorciarse de su esposa, con quien tenía dos hijos, debido a que se descubrió que mantenía relaciones sexuales con hombres. Luego de un período de crisis personal, Perry sintió que Dios lo amaba como era, como una persona gay, y se sintió convocado a predicar esa revelación a otras personas homosexuales.
Inició su prédica en su casa, con doce personas, en la que se celebró la comunión. En unas pocas semanas los asistentes desbordaban su casa y tuvo que elegir lugares más grandes, hasta recurrir al Teatro Encore de Hollywood, con una capacidad para 600 personas sentadas. En 1970 se adopta el nombre, y para entonces ya estaba establecida en cinco ciudades (Chicago, Honolulu, Los Ángeles, San Diego y San Francisco). En 1972 ya sumaban treinta y cinco congregaciones en diecinueve estados y había comenzado a ordenar mujeres pastoras. Al finalizar la década de 1970 eran más cien congregaciones, incluyendo Canadá. En 2022 las ICM sumaban doscientas veintidós iglesias en 37 países.
IMT realiza ceremonias de matrimonio religioso entre personas del mismo sexo desde finales de la década de 1960. En 1969, Troy Perry personalmente ofició en California el primer matrimonio público entre personas del mismo sexo en los Estados Unidos. Se estima que ICM realiza cada año aproximadamente 6.000 ceremonias de unión o matrimonio entre personas del mismo sexo. La situación legal de estas ceremonias se rige por la ley de cada estado.
A lo largo de su historia ICM tuvo que enfrentar persecuciones policiales, campañas discriminatorias y hasta incendios intencionales, en uno de los cuales murieron 32 miembros de la congregación. La ICM ha sido aceptada como observadora en el Consejo Mundial de Iglesias, pero no en su equivalente estadounidense por oposición de las otras iglesias cristianas.
Troy Perry se mantuvo como moderador de ICM hasta 2005, año en el cual fue sucedido por Nancy Wilson. La ICM ha sido premiada en Estados Unidos por el gobierno, el mundo universitario y la comunidad LGBT, y consultada en temas de sexualidades disidentes y HIV/SIDA.
La ICM ha adoptado un postura activista en gran cantidad de temas vinculados a comunidades marginadas, como las marchas del orgullo y otras campañas por los derechos LGBT, las campaña antirracistas, el establecimiento de ministerios para el SIDA y para personas encarceladas.

## Organización
A nivel mundial la ICM está dirigida por una Junta de Ancianos encargada de los asuntos espirituales, presidida por un «moderador» e integrada por los líderes regionales y una Junta de Administración, cuyos miembros son designados por la Junta de Ancianos, que lleva los asuntos legales y financieros.

## Argentina
La ICM comenzó a extenderse a América Latina en 1981, impulsada por la acción de John Doner, un miembro de ICM de Colorado. En 1981 la ICM realizó su primera ceremonia religiosa en la Ciudad de México. A mediados de la década del 1980 visitó Buenos Aires, Dan Eastman, cofundador ICM con Troy Perry, y recomienda al pastor Roberto González para fundar una filial.
En 1987 el pastor Roberto González fundó la ICM de Buenos Aires, convirtiéndose en la primera iglesia inclusiva en Sudamérica, contando con el apoyo religioso de Tom Hanks (su nombre de nacimiento en inglés es Tom, pero en Argentina se hacía llamar Tomás), un biblista prebisteriano estadounidense que estaba radicado en Buenos Aires. González era un creyente que había vivido su homosexualidad con mucha culpa y presión familiar y religiosa, intentando incluso terapias hormonales para curarse, hasta que un pastor gay protestante, de la Fraternidad del Discípulo Amado, le transmitió otra mirada religiosa y lo impulsó a crear «una iglesia de gays y lesbianas».
En ese momento Argentina vivía, aún precariamente, los primeros años de lo que sería el período democrático más largo de su historia, luego de décadas en los que el poder militar, llegando al terrorismo de Estado, fue utilizado por las élites conservadoras y católicas, para reprimir la vida política y social libre, incluyendo las sexualidades disidentes.
La ICM solicitó su inscripción en el Registro Nacional de Cultos (Ley 21.745/78), pero fue rechazado por el Estado. Con escasos recursos económicos, González instaló la iglesia en Quiero Lola, uno de los bares gay que habían brotado en Buenos Aires en los albores del nuevo ciclo democrático, en la zona del circuito gay de Barrio Norte. Luego se trasladaría a Privado Bar. González recorría los «sótanos y maricotecas» entregando volantes hechos por él mismo y fotocopiados. Su visión era establecer una iglesia para predicar a la comunidad LGBT, «pero que no les hablara de castigos sino de inclusión». Según sus propios dichos, para ello tuvo que «reelaborar la teología de la culpa» característica de las iglesias cristianas católicas y protestantes. A fines de 1989, durante el momento más duro de la epidemia del SIDA, previo al surgimiento de medicamentos efectivos, Roberto comenzó a trabajar con la fundación Coinsida (Cooperación Información y ayuda al enfermo de SIDA), para dar servicio religioso en la sala de infectología del Hospital de Clínicas.
González formó pareja con Norberto D'Amico que se sumó como activista de la ICM,  y comenzaron a difundir su tarea participando en programas de televisión que generaban fuertes debates con curas homofóbicos de la Iglesia católica, como el cardenal Antonio Quarracino,, el sacerdote José María Lombardero o el padre Julio César Grassi -años después condenado por mantener relaciones sexuales con niños. González estableció un vínculo estrecho con Carlos Jáuregui, expresidente de la Comunidad Homosexual Argentina (CHA) y referente destacado del colectivo gay que estaba tomando una alta visibilidad pública.
ICM se instaló en la sede Gays por los Derechos Civiles (Gays DC), liderada por Jáuregui, y formó parte del grupo de ocho asociaciones que organizaron la primera Semana del Orgullo Gay Lesbiano que cerró con la primera Marcha del orgullo de Buenos Aires en 1992. La Semana del Orgullo se inició con una misa a cargo de ICM y la marcha se inició con una bendición realizada por el pastor Roberto.
En 1993 la ICM apoyó la candidatura a diputados nacionales del peronista antimenemista Atilio Borón, quien estaba acompañado en la lista por José Luis Pizzi, abogado de Gays por los Derechos Civiles. También asistió a una sesión de personas de orientación o género LGBT en el Concejo Deliberante de la Ciudad de Buenos Aires convocada por la concejala Inés Pérez Suárez para oír pedidos legislativos. Entre las propuestas presentadas se encontraban la autorización a los albergues transitorios para recibir parejas del mismo sexo y la habilitación de locales bailables para la comunidad gay. En la II Marcha del Orgullo, González marchó con una sotana multicolor.
Como consecuencia de su involucramiento en el mundo gay, la alta visibilidad de ICM y el carisma del pastor González, la iglesia alcanzó un considerable desarrollo en la primera mitad de la década de 1990, con entre cien y ciento cincuenta miembros. En 1995 González fue invitado a hacerse cargo de una filial en New York.
Con posterioridad otros pastores se sumaron a ICM, como Alejandro Soria, militante de la Comunidad Homosexual Argentina, quien fue el primer clérigo argentino que en 2003 contrajo unión civil con su pareja varón. En esa oportunidad, un funcionario del Registro Civil de la Ciudad de Buenos Aires le solicitó que se quitara el cuello blanco que lo identificaba como clérigo, diciendo no querían tener problemas con la Iglesia Católica. Soria se negó y contestó que «si insistía, los problemas los iba a tener con la ICM».
Entrada la década de 2000 ingresaron pastores como Gregorio Tobar Guzmán y Víctor Bracuto, y se abrieron iglesias en Tigre (que luego adhirió a otra iglesia) y Berazategui, esta última fundada por María Alejandra Finucchi.